# Duque de Leeds

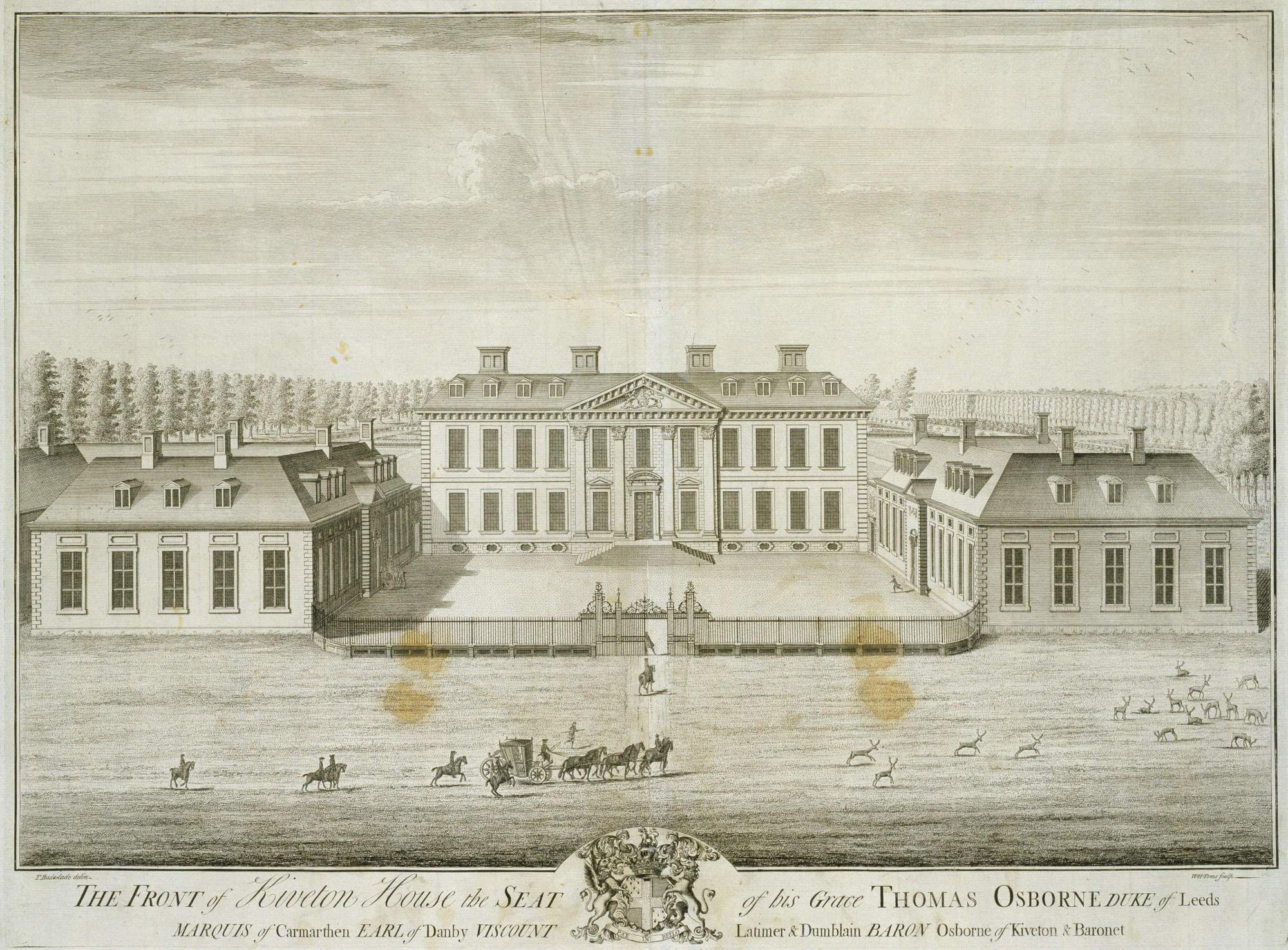
Kiveton Hall

Duque de Leeds foi um título do Pariato da Inglaterra. Foi criado em 1694 para o proeminente estadista Thomas Osborne, 1.º Marquês de Carmarthen, que foi um dos Sete Imortais na Revolução de 1688. Ele já havia sucedido como 2.º Baronete, de Kiveton (1647)  e foi criado Visconde Osborne, de Dunblane (1673), Barão Osborne, de Kiveton em Yorkshire (também em 1673) e Visconde Latimer, de Danby em Yorkshire (também em 1673), Conde de Danby, em Yorkshire (1674) e Marquês de Carmarthen (1689). Todos esses títulos estavam no Pariato da Inglaterra, exceto o visconde de Osborne, que estava no Pariato da Escócia.

## Duques de Leeds (1694)
- Thomas Osborne, 1.º Duque de Leeds (1632–1712)
  - Edward Osborne, Visconde Latimer (1655–1689), filho mais velho do 1º Duque, morreu sem deixar descendentes
- Peregrine Osborne, 2.º Duque de Leeds (1659–1729), segundo filho do 1º Duque
- Peregrine Hyde Osborne, 3.º Duque de Leeds (1691–1731), filho único do 2º Duque
- Thomas Osborne, 4.º Duque de Leeds (1713–1789), filho único do 3º Duque
  - Thomas Osborne, Marquês de Carmarthen (1747), filho mais velho do 4º Duque, morreu durante a vida de seu pai
- Francis Godolphin Osborne, 5.º Duque de Leeds (1751–1799), terceiro filho do 4º Duque

Outros títulos (6.º e 7.º Duques): Barão Darcy de Knayth (1322) e Barão Conyers (1509)
- George William Frederick Osborne, 6.º Duque de Leeds (1775–1838), filho mais velho do 5º Duque
- Francis George Godolphin D'Arcy D'Arcy-Osborne, 7.º Duque de Leeds (1798–1859), filho mais velho do 6º Duque, morreu sem descendência

Outros títulos (8.º Duque em diante): Barão Godolphin (1832)
- George Godolphin Osborne, 8.º Duque de Leeds (1802–1872), filho mais velho do segundo filho do 5º Duque, Lord Godolphin
- George Godolphin Osborne, 9.º Duque de Leeds (1828–1895), filho mais velho do 8.º Duque
  - George Osborne, Conde de Danby (1861), filho mais velho do 9.º Duque (então Lorde Carmarthen), morreu na infância durante a vida de seu avô
- George Godolphin Osborne, 10.º Duque de Leeds (1862–1927), segundo filho do 9.º Duque
- John Francis Godolphin Osborne, 11.º Duque de Leeds (1901–1963), único filho do 10.º Duque, morreu sem descendência masculina
- Francis D'Arcy Godolphin Osborne, 12.º Duque de Leeds (1884–1964), neto do terceiro filho de Lorde Godolphin, morreu sem descendência, altura em que todos os seus títulos foram extintos.

### Fonte
- Hesilrige, Arthur G. M. (1921). Debrett's Peerage and Titles of courtesy. 160A, Fleet street, London, UK: Dean & Son